# Hostatgeria de Puig-l'agulla
L'Hostatgeria de Puig-l'agulla és una obra del municipi de Sant Julià de Vilatorta (Osona) inclosa en l'Inventari del Patrimoni Arquitectònic de Catalunya.

## Descripció
Antiga hostatgeria, avui convertida en hostal. És un edifici de planta rectangular amb la façana orientada a migdia. Consta de planta baixa i dos pisos. El portal és de forma rectangular amb la llinda datada, a cada costat hi ha finestres. Al primer pis hi ha tres balcons amb baranes de ferro i al central hi ha un escut de pedra. Al segon pis s'obren tres finestres amb els ampits motllurats i a les golfes també hi ha una petita obertura. És coberta a dues vessants amb el carener perpendicular a la façana. A tramuntana s'obren diverses finestres amb ampits, a llevant s'hi adossa un cos rectangular de menys alçada i amb un teulat que vessa les aigües a aquest sector. La part de migdia es troba adossada a la capella. És construïda amb maçoneria, arrebossada i pintada. També presenta elements de pedra picada.

## Història
A les acaballes del segle xvii es va veure la necessitat de refer la capella de Puig-l'agulla, que havia començat sent un pedronet però que la vocació mariana l'havia anat ampliant i embellint al llarg dels anys. Quan es va refer la capella es pensà també de fer-hi un lloc per a l'ermità a fi que el temple no es quedés tan solitari. Així doncs, l'any 1704 es comencen les obres de l'actual hostatgeria, essent rector Francesc Reig, el qual creà una associació a fi d'ampliar l'obra. La llinda del portal duu la data de l'inici de les obres i damunt, a una llinda del balcó del primer pis hi ha un escut amb lleons que honora la simbologia del lloc.